# Andrew Crofts
Andrew Lawrence Crofts (ur. 29 maja 1984 w Chatham) – walijski piłkarz występujący na pozycji pomocnika, trener.

## Kariera klubowa
Crofts zawodową karierę rozpoczynał w 2000 roku w klubie Gillingham z Division One. W tych rozgrywkach zadebiutował 1 maja 2001 roku w przegranym 0:3 pojedynku z Watfordem. Było to jednocześnie jedyne spotkanie rozegrane przez niego w sezonie 2000/2001. Przez następne dwa w lidze nie zagrał ani razu. Do składu Gillingham wrócił w styczniu 2004 roku. 26 grudnia 2004 roku w przegranym 1:2 spotkaniu z Brighton & Hove Albion strzelił pierwszego gola w Championship. W 2005 roku spadł z zespołem do League One, a w 2008 roku do League Two. W sezonie 2008/2009 był wypożyczony do Peterborough United (League One) oraz Wrexhamu (Conference).
W 2009 roku Crofts podpisał z Brighton & Hove Albion z League One. Pierwszy ligowy mecz zaliczył tam 8 sierpnia 2009 roku przeciwko Walsall (0:1). W Brighton spędził rok. W tym czasie rozegrał tam 44 spotkania i zdobył 5 bramek.
W 2010 roku odszedł do Norwich City z Championship. Zadebiutował tam 6 sierpnia 2010 roku w przegranym 2:3 pojedynku z Watfordem, w którym strzelił także gola.

## Kariera reprezentacyjna
Crofts urodził się w Anglii, ale ponieważ jego dziadek pochodził z Walii, Andrew został uprawiony do gry w reprezentacji Walii. Grał w niej na szczeblu U-19 oraz U-21, a w pierwszej reprezentacji Walii zadebiutował 12 października 2005 roku w wygranym 2:0 meczu eliminacji Mistrzostw Świata 2006 z Azerbejdżanem.